# Phymaturus spurcus
Espèce
Statut de conservation UICN

 LC  : Préoccupation mineure
Phymaturus spurcus est une espèce de sauriens de la famille des Liolaemidae.

## Répartition
Cette espèce est endémique de la province de Río Negro en Argentine.

## Description
C'est un saurien vivipare.

## Étymologie
Le nom spécifique spurcus vient du latin spurcus, sale, en référence à la couleur uniforme marron de ce saurien.

## Publication originale
- Barbour, 1921 : On a small collection of reptiles from Argentina. Proceedings of the Biological Society of Washington, vol. 34, p. 139-142 (texte intégral).